# Wołodymyr Nikołajczuk
Wołodymyr Nikołajczuk, ukr. Володимир Ніколайчук (ur. 29 kwietnia 1975) – ukraiński pływak specjalizujący się w stylu grzbietowym.
Największymi osiągnięciami Nikołajczuka jest brązowy medal mistrzostw świata, zdobyty w Atenach w 2000 roku oraz medale mistrzostw Europy.

## Mistrzostwa świata na krótkim basenie
- 2000 Ateny: 200 m stylem grzbietowym

## Mistrzostwa Europy na długim basenie
- 2004 Madryt: 4 × 100 m stylem zmiennym
- 2000 Helsinki: 100 m stylem grzbietowym
- 2000 Helsinki: 4 × 100 m stylem zmiennym